# Moumi Ngamaleu
Nicolas Moumi Ngamaleu (ur. 9 lipca 1994 w Jaunde) – kameruński piłkarz występujący na pozycji skrzydłowego. Obecnie zawodnik szwajcarskiej drużyny BSC Young Boys.

## Kariera klubowa
Ngamaleu miał zaledwie 17 lat, kiedy zadebiutował w Elite One w barwach drużyny Coton Sport FC de Garoua. Zdobył trzy mistrzostwa Kamerunu, zanim przeniósł się do Austrii w 2016 roku. Pomógł Rheindorfowi Altachowi zająć czwarte miejsce w lidze austriackiej. Miejsce to pozwoliło klubowi po raz drugi w historii wystąpić w eliminacjach do Ligi Europy. Po przejściu trzech rund, austriacki klub uległ w fazie play-off izraelskiej drużynie Maccabi Tel Awiw, a dwa dni po rewanżowym spotkaniu tych drużyn, został ogłoszony transfer kameruńskiego zawodnika do BSC Young Boys.
Jego nowy klub zwyciężył w rozgrywkach szwajcarskiej Super Ligi. Był to dla nich pierwszy tytuł od 32 lat.

## Międzynarodowa kariera
W drużynie narodowej Kamerunu zadebiutował 6 stycznia 2016 roku w towarzyskim spotkaniu przeciwko Rwandzie. W spotkaniu tym zdobył również jedyną bramkę dla swojej drużyny. W 2017 roku był w kadrze Kamerunu na Puchar Konfederacji 2017 w Rosji.